# オトシモノ (miwaの曲)
「オトシモノ」は、miwaの4枚目のシングル。2010年12月1日にSony Recordsより発売。

## 概要
前作「chAngE」から3ヶ月ぶりのシングル。初回生産限定盤はオレンジ色のカラートレイとなっており、「オトシモノ」のミュージック・ビデオが収録されたDVDが付属している。

## 収録曲
全作詞・作曲：miwa
1. オトシモノ （5:28）
  - 編曲：AKIHISA MATZURA

TBS系ドラマ『獣医ドリトル』挿入歌
シングルA面曲では初のバラードナンバーで、歌詞は大学ノート1冊分、約2ヶ月の時間をかけて完成させた。
ミュージック・ビデオでは「ヒカリヘ」同様演奏シーンがない。
2. ウソつき （3:57）
  - 編曲：L.O.E

実体験を基にしている歌詞で歌うのが恥ずかしいため、曲はかっこよく仕上げたという。
3. don't cry anymore 〜piano version〜 （5:00）
  - 編曲：SATOSHI TAKEBE

デビュー曲「don't cry anymore」のピアノバージョン。
4. オトシモノ 〜instrumental〜

## 収録アルバム
- guitarissimo（#1）